# Festival Chopin à Paris
Le Festival Chopin à Paris est un festival de musique classique, créé en 1983 à l'initiative d'Élisabeth Parmentier et la Société Chopin à Paris. Il est organisé chaque année aux mois de juin et juillet à Paris, à l'Orangerie de Bagatelle. Le Festival Chopin à Paris a accueilli un public de plus de 100 000 festivaliers. Le festival est soutenu par la Mairie de Paris et par l'Association des Amis du parc et du château de Bagatelle. 
Il est transmis par les télévisions France 3, La Cinquième et France Europe Média.
En 2019, le festival a célébré Clara Schumann.